# Jochen Richter
Jochen Richter   (Bohèmia, 24 de juny de 1941 - 2 de juny de 2025) va ser un director de cinema, guionista i director de fotografia alemany. Va estudia teatre a Múnic, després de la qual cosa va fer els seus primers curtmetratges a la Universitat de Televisió i Cinema de Múnic. Va guanyar el premi a la millor fotografia al XIV Festival Internacional de Cinema Fantàstic i de Terror de Sitges de 1981 pel seu treball a Geburt der Hexe.

## Filmografia (selecció)
- 1968:	Der Tod eines Geschichtenerzählers (director, guió, càmera)
- 1969:	Stehaufmädchen (actor)
- 1974:	Die Ameisen kommen (director, guió, productor)
- 1975:	Umarmungen und andere Sachen (director, guió, productor)
- 1979:	Nullpunkt (director, guió, productor)
- 1979:	Geburt der Hexe (Producció i fotografia)
- 1979:	Richard Strauss – kein Heldenleben (director, guió, càmera, editor, productor)
- 1981:	Am Ufer der Dämmerung (director, guió, productor)
- 1985:	Wiedergefundene Zeit (director)
- 1989:	Giovanni oder die Fährte der Frauen (director)